# Pimpinella pimpinelloideum
Pimpinella pimpinelloideum är en flockblommig växtart som först beskrevs av Pierre Edmond Boissier, och fick sitt nu gällande namn av Minosuke Hiroe. Pimpinella pimpinelloideum ingår i släktet bockrötter, och familjen flockblommiga växter. Inga underarter finns listade i Catalogue of Life.